# یورگ درهمل
یورگ درهمل (آلمانی: Jörg Drehmel؛ زادهٔ ۳ مه ۱۹۴۵) ورزشکار پرش سه‌گام اهل آلمان بود.
وی در مسابقات کشوری و بین‌المللی در مجموع برندهٔ ۱ مدال طلا، ۲ مدال نقره شده‌است.